# Jelcz 120M/1 CNG
Jelcz 120M/1 CNG – autobus miejski produkowany w latach 2000-2001 przez polską firmę Jelcz.

## Historia modelu
Produkcję modelu rozpoczęto w 2000 roku. Autobus został wyposażony w polski silnik WS Mielec MD111M6 o mocy maksymalnej 207 KM oraz w manualną 4-biegową skrzynię S4-95. Posiadał od 8 do 10 zbiorników na paliwo umieszczonych pod podłogą przedziału pasażerskiego. Z przodu stosowano oś Jelcz NZ6A1, zaś z tyłu Jelcz MT 1032.A.
Oficjalnie produkcja modelu zakończyła się w 2003 roku, jednak ostatnie egzemplarze opuściły fabrykę 2 lata wcześniej. 
Wyprodukowano zaledwie 7 sztuk tej wersji:
- 2000 - 2 sztuki
- 2001 - 5 sztuk